# Aristolochia californica
Aristolochia californica Torr., es una especie de fanerógama perteneciente a la familia Aristolochiaceae.

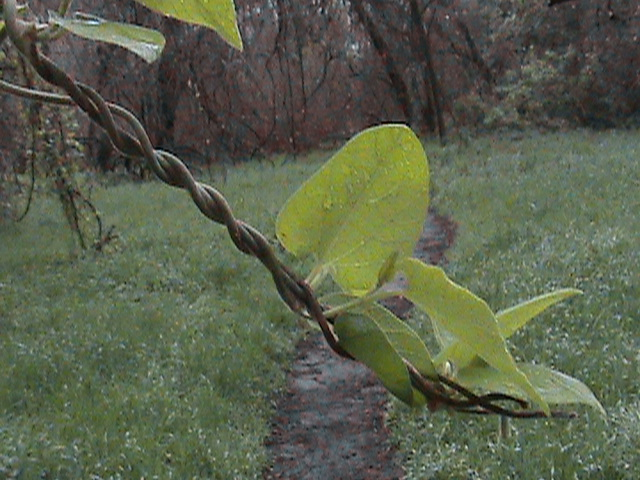
Planta joven

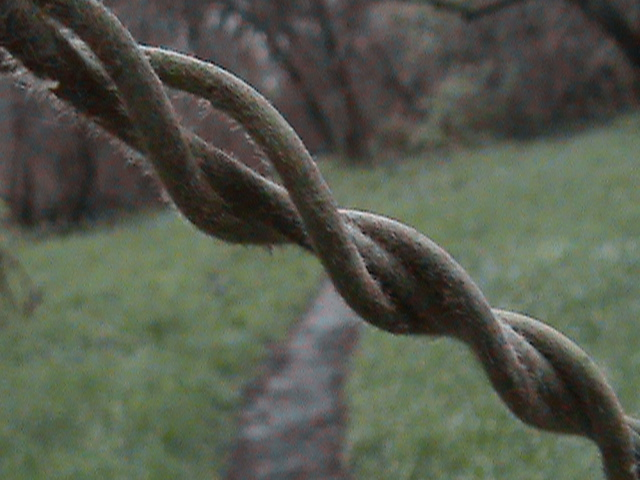
Detalle del tallo

## Descripción
Las flores tienen un olor atractivo para los insectos que entran en ella para tomar su polen, la mayoría puede escapar pero muchos quedan atrapados en ella, por lo que parece una planta insectívora aunque en realidad no lo sea.

## Hábitat
Es una de las más distintivas plantas endémicas de California, con una flor en forma de pipa. Esta planta es común en la mayoría de los bosques del norte y centro de California.

## Ecología
La larva de la mariposa Battus philenor hirsuta se alimenta de Aristolochia californica, siendo su única fuente de alimento. Las  orugas con manchas rojas y negras consumen las hojas de las plantas y luego utilizan las flores como un lugar seguro y cerrado para someterse a la metamorfosis. La planta contiene una toxina que al ser ingerido por las larvas  las hace desagradables a los depredadores .

## Taxonomía
Aristolochia californica fue descrita por  John Torrey  y publicado en Reports of explorations and surveys : to ascertain the most practicable and economical route for a railroad from the Mississippi River to the Pacific Ocean, made under the direction of the Secretary of War 4(5): 128. 1857.
Etimología
Aristolochia: nombre genérico que deriva de las palabras griegas aristos ( άριστος ) = "que es útil" y locheia ( λοχεία ) = "nacimiento", por su antiguo uso como ayuda en los partos.  Sin embargo, según Cicerón, la planta lleva el nombre de un tal "Aristolochos", que a partir de un sueño, había aprendido a utilizarla como un antídoto para las mordeduras de serpiente.

La aristoloquia se llamó ansí por parecer que a las mujeres socorría en el parto........La redonda tiene virtud contra todas las otras ponzoñas; mas la luenga resiste el daño de las serpientes y de cualquier veneno mortífero si se bebe una dracma della con vino y se aplica también por de fuera. Bebida con pimienta y con mirra expele el menstruo, las pares y la criatura del vientre; y lo mismo hace metida en la natura de la mujer. Pedacio Dioscórides Anazarbeo, acerca de la Materia Medicinal y de los venenos mortíferos. Andrés Laguna. 1566, Salamanca.

californica:, epíteto geográfico que indica su localización en California.
Sinonimia
- Isotrema californica (Torr.) Huber[5][6]